# Tour de la Provence 2024
Il Tour de la Provence 2024, ottava edizione della corsa e valevole come evento dell'UCI Europe Tour 2024 categoria 2.1, si svolse in 3 tappe precedute da un cronoprologo dall'8 all'11 febbraio 2024 su un percorso di 510,4 km, con partenza da Marsiglia e arrivo ad Arles, nella regione Provenza-Alpi-Costa Azzurra in Francia. La vittoria fu appannaggio del danese Mads Pedersen, il quale completò il percorso in 11h52'36", precedendo il francese Axel Zingle e lo spagnolo Raúl García Pierna.
Sul traguardo di Arles 68 ciclisti, su 116 partiti da Marsiglia, portarono a termine la competizione.

## Tappe
| Tappa   | Data        | Percorso                                  | km    | Vincitore di tappa | Leader cl. generale |
| ------- | ----------- | ----------------------------------------- | ----- | ------------------ | ------------------- |
| Prologo | 8 febbraio  | Marsiglia > Marsiglia (cron. individuale) | 5     | Mads Pedersen      | Mads Pedersen       |
| 1ª      | 9 febbraio  | Aix-en-Provence > Martigues               | 157,2 | Mads Pedersen      | Mads Pedersen       |
| 2ª      | 10 febbraio | Forcalquier > Manosque                    | 165   | Mads Pedersen      | Mads Pedersen       |
| 3ª      | 11 febbraio | Rognac > Arles                            | 183,3 | Tom Van Asbroeck   | Mads Pedersen       |
| Totale  | Totale      | Totale                                    | 510,4 |                    |                     |

## Squadre e corridori partecipanti
| N.    | Cod. | Squadra                         |
| ----- | ---- | ------------------------------- |
| 1-7   | DAT  | Decathlon AG2R La Mondiale Team |
| 11-17 | COF  | Cofidis                         |
| 21-27 | GFC  | Groupama-FDJ                    |
| 31-37 | BWB  | Bingoal WB                      |
| 41-47 | UCN  | CIC U Nantes Atlantique         |
| 51-57 | ARK  | Arkéa-B&B Hotels                |
| 61-67 | TEN  | TotalEnergies                   |
| 71-76 | VRR  | Van Rysel-Roubaix               |
| 81-87 | AUB  | St Michel-Mavic-Auber93         |

| N.      | Cod. | Squadra                        |
| ------- | ---- | ------------------------------ |
| 91-97   | NMC  | Nice Métropole Côte d'Azur     |
| 101-107 | PWB  | Philippe Wagner/Bazin          |
| 111-117 | LTK  | Lidl-Trek                      |
| 121-127 | IPT  | Israel-Premier Tech            |
| 131-137 | COR  | Corratec Vini Fantini          |
| 141-147 | PEC  | Project Echelon Racing         |
| 151-156 | AQD  | Astana Qazaqstan Develop. Team |
| 161-167 | BTC  | Beltrami TSA Tre Colli         |

## Dettagli delle tappe

### Prologo
- 8 febbraio: Marsiglia > Marsiglia – Cronometro individuale – 5 km

Risultati
| Pos. | Corridore        | Squadra  | Tempo |
| ---- | ---------------- | -------- | ----- |
| 1    | Mads Pedersen    | Lidl     | 5'20" |
| 2    | Jakob Söderqvist | Lidl     | a 6"  |
| 3    | Samuel Watson    | Groupama | a 10" |

| Pos. | Corridore        | Squadra  | Tempo |
| ---- | ---------------- | -------- | ----- |
| 1    | Mads Pedersen    | Lidl     | 5'20" |
| 2    | Jakob Söderqvist | Lidl     | a 6"  |
| 3    | Samuel Watson    | Groupama | a 10" |

### 1ª tappa
- 9 febbraio: Aix-en-Provence > Martigues[1] – 157,2 km

Risultati
| Pos. | Corridore      | Squadra | Tempo    |
| ---- | -------------- | ------- | -------- |
| 1    | Mads Pedersen  | Lidl    | 3h32'35" |
| 2    | Axel Zingle    | Cofidis | s.t.     |
| 3    | Riley Pickrell | Israel  | s.t.     |

| Pos. | Corridore        | Squadra  | Tempo    |
| ---- | ---------------- | -------- | -------- |
| 1    | Mads Pedersen    | Lidl     | 3h37'54" |
| 2    | Jakob Söderqvist | Lidl     | a 6"     |
| 3    | Samuel Watson    | Groupama | a 10"    |

### 2ª tappa
- 10 febbraio: Forcalquier > Manosque – 165 km

Risultati
| Pos. | Corridore      | Squadra | Tempo    |
| ---- | -------------- | ------- | -------- |
| 1    | Mads Pedersen  | Lidl    | 4h04'19" |
| 2    | Axel Zingle    | Cofidis | s.t.     |
| 3    | C. Champoussin | Arkéa   | a 2"     |

| Pos. | Corridore      | Squadra | Tempo    |
| ---- | -------------- | ------- | -------- |
| 1    | Mads Pedersen  | Lidl    | 7h42'02" |
| 2    | Bruno Armirail | AG2R    | a 24"    |
| 3    | Ewen Costiou   | Arkéa   | s.t.     |

### 3ª tappa
- 11 febbraio: Rognac > Arles – 183,3 km

Risultati
| Pos. | Corridore        | Squadra | Tempo    |
| ---- | ---------------- | ------- | -------- |
| 1    | Tom Van Asbroeck | Israel  | 4h10'37" |
| 2    | Sam Bennett      | AG2R    | s.t.     |
| 3    | Axel Zingle      | Cofidis | s.t.     |

| Pos. | Corridore          | Squadra | Tempo     |
| ---- | ------------------ | ------- | --------- |
| 1    | Mads Pedersen      | Lidl    | 11h52'36" |
| 2    | Axel Zingle        | Cofidis | a 29"     |
| 3    | Raúl García Pierna | Arkéa   | s.t.      |

## Evoluzione delle classifiche
| Tappa              | Vincitore          | Classifica generale Maglia blu | Classifica a punti Maglia azzurra | Classifica scalatori Maglia a pois | Classifica giovani Maglia bianca | Preferito dal pubblico Maglia fucsia | Classifica a squadre       |
| ------------------ | ------------------ | ------------------------------ | --------------------------------- | ---------------------------------- | -------------------------------- | ------------------------------------ | -------------------------- |
| Prologo            | Mads Pedersen      | Mads Pedersen                  | Mads Pedersen                     | non assegnata                      | Jakob Söderqvist                 | Jérémy Cabot                         | Lidl-Trek                  |
| 1ª                 | Mads Pedersen      | Mads Pedersen                  | Mads Pedersen                     | Kévin Avoine                       | Jakob Söderqvist                 | Kévin Avoine                         | Lidl-Trek                  |
| 2ª                 | Mads Pedersen      | Mads Pedersen                  | Mads Pedersen                     | Marco Frigo                        | Ewen Costiou                     | Enzo Boulet                          | Arkéa-B&B Hotels           |
| 3ª                 | Tom Van Asbroeck   | Mads Pedersen                  | Mads Pedersen                     | Kévin Avoine                       | Pierre Gautherat                 | Célestin Guillon                     | Decathlon AG2R La Mondiale |
| Classifiche finali | Classifiche finali | Mads Pedersen                  | Mads Pedersen                     | Kévin Avoine                       | Pierre Gautherat                 | non assegnato                        | Decathlon AG2R La Mondiale |

Maglie indossate da altri ciclisti in caso di due o più maglie vinte
- Nella 1ª e 2ª tappa Samuel Watson ha indossato la maglia azzurra al posto di Mads Pedersen.
- Nella 3ª tappa Axel Zingle ha indossato la maglia azzurra al posto di Mads Pedersen.

## Classifiche finali

### Classifica generale - Maglia blu
| Pos. | Corridore          | Squadra  | Tempo     |
| ---- | ------------------ | -------- | --------- |
| 1    | Mads Pedersen      | Lidl     | 11h52'36" |
| 2    | Axel Zingle        | Cofidis  | a 29"     |
| 3    | Raúl García Pierna | Arkéa    | s.t.      |
| 4    | Damien Touzé       | AG2R     | a 1'36"   |
| 5    | Alex Kirsch        | Lidl     | a 1'41"   |
| 6    | Pierre Gautherat   | AG2R     | a 1'46"   |
| 7    | Alexis Gougeard    | Cofidis  | a 2'02"   |
| 8    | Jakob Söderqvist   | Lidl     | a 2'14"   |
| 9    | Sam Bennett        | AG2R     | a 2'38"   |
| 10   | Samuel Watson      | Groupama | a 3'45"   |

### Classifica a punti - Maglia azzurra
| Pos. | Corridore        | Squadra  | Punti |
| ---- | ---------------- | -------- | ----- |
| 1    | Mads Pedersen    | Lidl     | 50    |
| 2    | Axel Zingle      | Cofidis  | 30    |
| 3    | Samuel Watson    | Groupama | 15    |
| 4    | Tom Van Asbroeck | Israel   | 10    |
| 5    | Sam Bennett      | AG2R     | 10    |

### Classifica scalatori - Maglia a pois
| Pos. | Corridore      | Squadra    | Punti |
| ---- | -------------- | ---------- | ----- |
| 1    | Kévin Avoine   | Van Rysel  | 11    |
| 2    | Kasper Saver   | Ph. Wagner | 9     |
| 3    | Ewen Costiou   | Arkéa      | 5     |
| 4    | Alexis Guérin  | Ph. Wagner | 5     |
| 5    | Emmanuel Morin | Van Rysel  | 4     |

### Classifica giovani - Maglia bianca
| Pos. | Corridore        | Squadra  | Tempo     |
| ---- | ---------------- | -------- | --------- |
| 1    | Pierre Gautherat | AG2R     | 11h54'22" |
| 2    | Jakob Söderqvist | Lidl     | a 28"     |
| 3    | Ewen Costiou     | Arkéa    | a 2'07"   |
| 4    | Lorenzo Germani  | Groupama | a 2'17"   |
| 5    | Eddy Le Huitouze | Groupama | a 7'44"   |

### Classifica a squadre
| Pos. | Squadra                         | Tempo     |
| ---- | ------------------------------- | --------- |
| 1    | Decathlon AG2R La Mondiale Team | 35h41'20" |
| 2    | Lidl-Trek                       | a 26"     |
| 3    | Cofidis                         | a 3'13"   |
| 4    | Arkéa-B&B Hotels                | a 4'54"   |
| 5    | Israel-Premier Tech             | a 5'05"   |